# Guardas Negros
Os Guardas Negros (em russo: Чёрная гвардия) foram grupos armados formados por trabalhadores aṕos a Revolução Russa e antes da Terceira Revolução Russa, tendo sido a principal força de ação dos anarquistas.

## História
Foram criados no outono de 1917 na Ucrânia por Maria Nikiforova e em janeiro de 1918 em Moscou, sob controle dos anarquistas nos comitês de fábricas das indústrias, e por células da Federação dos Grupos Anarquistas de Moscou. Em princípios de 1918, em reação à crescente repressão de toda oposição e da liberdade de expressão, os grupos anarquistas no interior da Federação de Moscou formaram destacamentos armados, os Guardas Negros (cerca de 1.000 efetivos), liderados por Lev Chernyi. Eles foram a base para a posterior formação do Exército Negro da Ucrânia, liderado por Nestor Makhno, sendo o termo utilizado frequentemente como um sinónimo do Exército Negro, no que se refere à Revolução Russa e à Guerra Civil Russa. 
O Tratado de Brest-Litovsk e as privações da Guerra Civil provocaram dissensões entre os grupos de esquerda, que foram reprimidos pelos bolcheviques. Na noite de 12 de abril de 1918 a Cheka (polícia secreta) invadiu os 26 centros anarquistas em Moscou, incluindo a Casa da Anarquia, o edifício da Federação Anarquista de Moscou, ao que os Guardas Negros ofereceram resistência armada. Uma feroz batalha ocorreu na rua Malaia Dimitrovka, onde cerca de 40 anarquistas foram mortos ou feridos e uns 500 foram presos. Alguns antigos integrantes dos Guardas Negros tomaram parte no levantamento dos SR de esquerda, em 6 de julho de 1918.

## Nomenclatura
Os Guardas Negros podem ter recebido sua denominação devido à clássica bandeira negra, símbolo da Anarquia. Contudo, em russo, chórnyj (em cirílico: чёрный) significa "negro" e, portanto, outra possível origem da denominação pode dever-se a Lev Chernyi, seu líder.